# Roman Šebrle
Roman Šebrle (Lanškroun, 26 de novembre, 1974) és un atleta de la República Txeca especialista en decatló.
Començà a practicar el salt d'altura, però més tard s'especialitzà en decatló i heptatló al seu club el TJ Dukla Praga. El 2001, a Götzis esdevingué el primer decatleta que aconseguí els 9.000 punts, establint un nou rècord mundial de 9.026 punts, succeint el seu compatriota Tomáš Dvořák, qui havia arribat als 8.994 punts dos anys abans.
Guanyà dues medalles olímpiques, una plata a Sydney 2000 i una d'or a Atenes 2004. També fou campió del món a Osaka 2007, d'Europa a Múnic 2002 i Göteborg 2006, d'un total de 18 medalles en grans competicions internacionals.

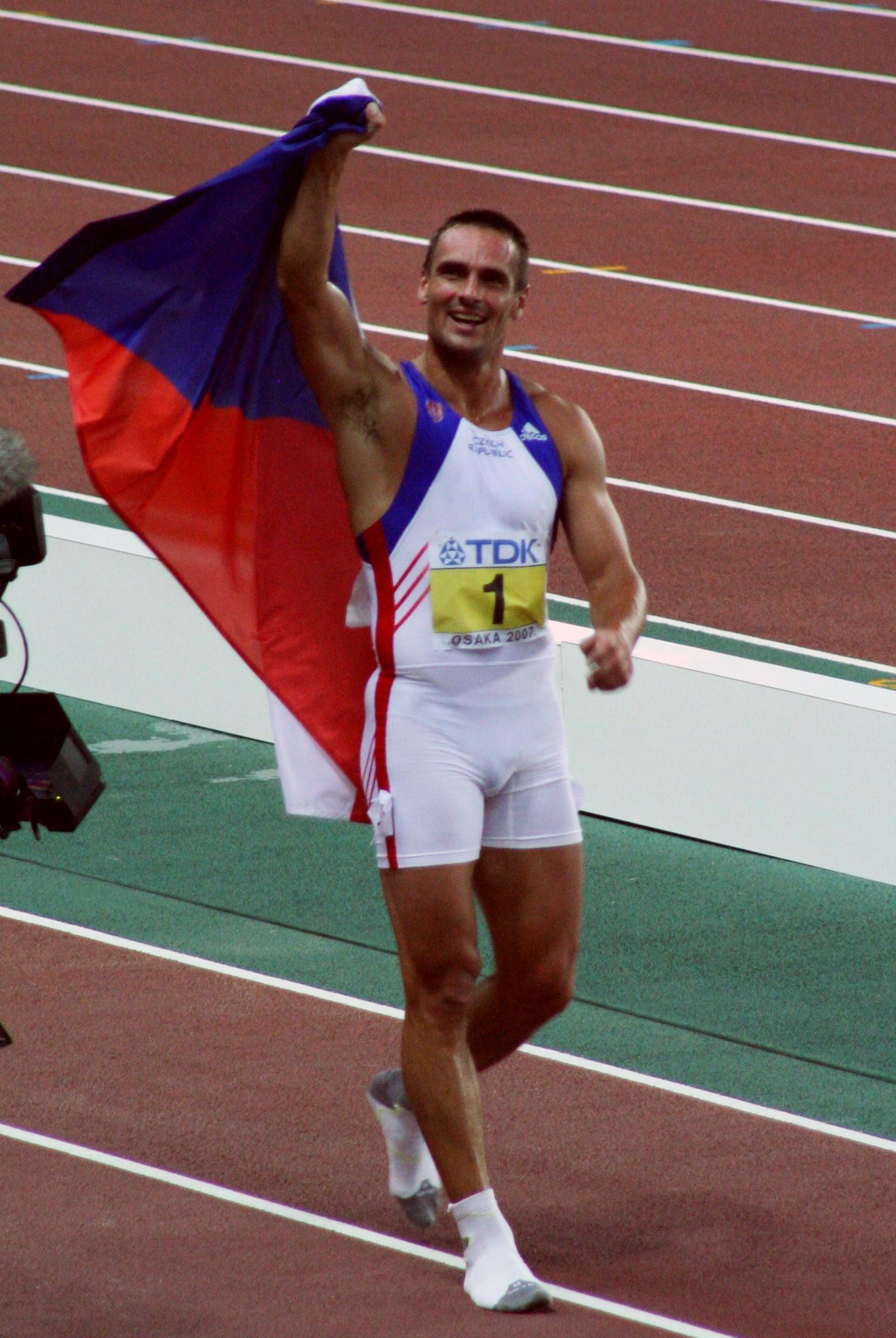
Šebrle celebra el triomf a Osaka, 2007